# هیرانیاگاربها
هیرانیاگاربها (انگلیسی: Hiraṇyagarbha)، بدن لطیف کیهانی، زهدان طلایی.

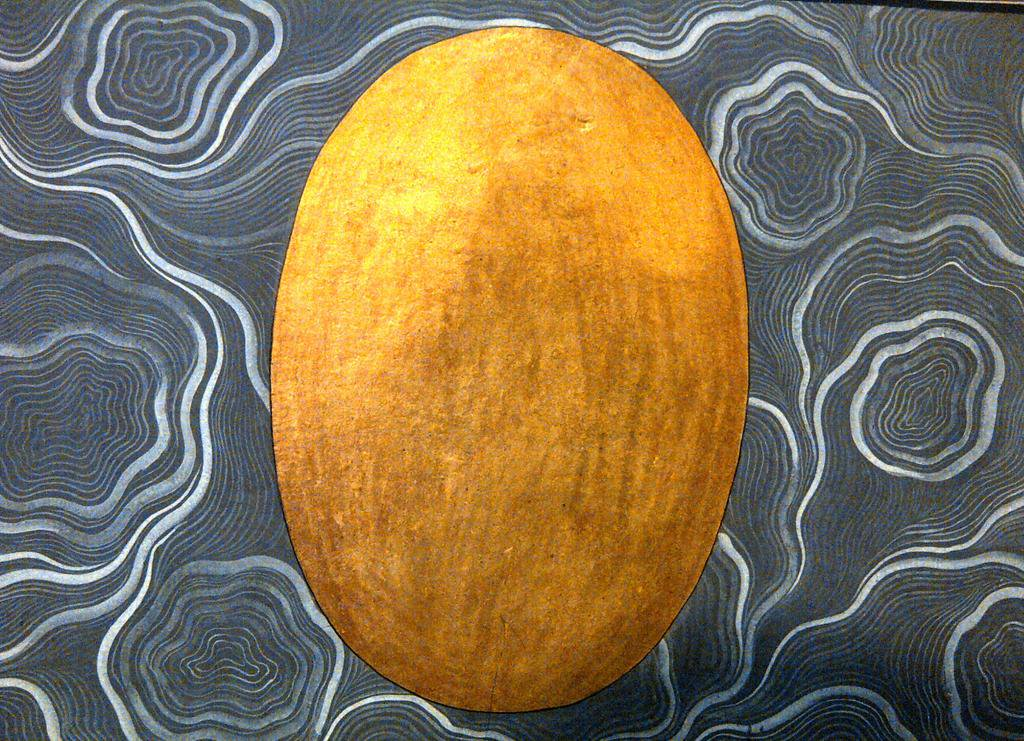
Pahari painting of Golden cosmic egg Hiranyagarbha by Manaku, c. 1740

## تمثیل جهان شناسی
بنا به رساله‌های براهمانا، مانو (Manu) در آغاز آب‌ها را آفرید، و روی آن دانه ای افشاند و دانه مبدل به بیضه ای زرین شد (hiraṇya garbha) و مانو به صورت برهمن در آن ظاهر گردید. و چون این هستهٔ جهان‌شناسی جامع جمیع امکانات آفرینش بوده، بی‌دلیل نیست که این تمثیل جهان‌شناسی به برهمن مربوط شده باشد، چه برهمن در آغاز اصل آفریننده و هستی بخش حیات بوده‌است.

## پرانایکلی
هیرانیاگاربها که به معنی رحم طلایی است به پرانای کلی (universal) همه فراگیر گفته می‌شود. شانکاراچاریا (shankarāchārya) در اظهاراتی که دربارهٔ برهما سوتراها بندهای (۱۳و۴و۲) نموده‌است، می‌گوید: پرانای الهی را که به صورت کلی و فردی، به عنوان هیرانیاگاربها گسترده‌است، به نام ویبهو(vibhoo) بیان می‌شود، یعنی همه فرا گیر است، و این پرانای فردی موجودات زنده نیست، بلکه آنها انو (anu)، یعنی اتمیک (atomic) می‌باشند.